# گونتر ینا
گونتر ینا (آلمانی: Günter Jena؛ زادهٔ ۱۹۳۳) رهبر ارکستر و  موسیقی‌شناس اهل آلمان است. وی از سال ۱۹۷۳ تا ۱۹۹۷ مدیر موسیقی کلیسای سنت مایکل در هامبورگ بود. گونتر  بنیان‌گذار «جشنوارهٔ باخ-تاگه» هامبورگ بود و برای اجراهای بالهٔ جان نیومایر موسیقی و آهنگ فراهم می کرد، از جمله برای بازآفرینی این هنرمند از انجیل به روایت متی و رکوئیم. انجیل به روایت متی یک بار دیگر در سال ۲۰۱۳ با رهبری او در کلیسای محل فعالیتش بازآفرینی شد. در سال ۲۰۱۷ دویستمین اجرای این اثر بزرگ بار دیگر در آدینه نیک اجرا شد. او همچنین در سال ۱۹۸۱ یک مجموعهٔ کامل از آکاپلای یوهانس برامس گردآوری و رهبری کرد.
گونتر دانش‌آموختهٔ رشتهٔ روان‌شناسی و فلسفه در برلین بود. او رهبری ارکستر و نواختن ارگ بادی را از کارل ریشتر در مدرسهٔ موسیقی مونیخ فرا گرفت و  دستیار او بود.